# Felbamat
Felbamat este un medicament derivat de carbamat utilizat ca agent antiepileptic. Calea de administrare disponibilă este cea orală.

## Utilizări medicale
Felbamatul este utilizat în tratamentul unor tipuri de epilepsie, precum:
- crizele parțiale, cu sau fără generalizare, la adulți[12][13]
- crizele parțiale sau generalizate asociate sindromului Lennox-Gastaut, la copii.